# Ypthima abnormis
Ypthima abnormis is een vlinder uit de onderfamilie Satyrinae van de familie Nymphalidae. De wetenschappelijke naam van de soort is in 1904 voor het eerst geldig gepubliceerd door Robert Walter Campbell Shelford.